# عوینات (عکار)
عوینات (به عربی: العوینات) یک منطقهٔ مسکونی در لبنان است که در شهرستان عکار واقع شده‌است. عوینات ۲٫۷۱ کیلومتر مربع مساحت و ۸۸۴ نفر جمعیت دارد و ۴۵۰ متر بالاتر از سطح دریا واقع شده‌است.